# Future simple
Future simple(Future indefinite) — время в грамматике английского языка, указывающее на действия, которые произойдут после настоящего времени.

## Формы
Образуется тремя различными формами.

### will + infinitive
1. Действие как факт в будущем (Пример: It will be cold tomorrow)
2. Предложение помощи (Пример: I will do it for you)
3. Разговор о вероятных вещах в будущем (I think it will not be rain tomorrow)

### to be going to + infinitive
1. Выражение используется по отношению к планам, которые мы решили сделать ещё до момента речи (Пример: I’m going to buy a car)

### Present continious for the Future
1. Употребляется в ситуациях, когда действие, которое произойдёт в будущем, оговорено с несколькими людьми и оно точно свершится (Пример: My friend and I are going for a walk tomorrow at 5 pm.)